# Cirsium monocephalum
Cirsium monocephalum là một loài thực vật có hoa trong họ Cúc. Loài này được (Vaniot) H.Lév. mô tả khoa học đầu tiên năm 1913.